# Crawford Long
Crawford Long, född 1 november 1815, död 16 juni 1878, var en amerikansk läkare. Long var den förste läkaren som använde eterbaserad narkos, med vars hjälp han sövde en patient under en tumöroperation i nacken.